# Karl Meyer (Politiker, 1862)
Karl Meyer (* 5. März 1862 in Promoisel auf Rügen; † 31. Juli 1938 in Lübeck) war ein deutscher Politiker (SPD).

## Leben
Meyer absolvierte eine Schlosserlehre und arbeitete anschließend als Schlosser in Lübeck-Moisling. Von 1919 bis 1924 war er Mitglied der Bürgerschaft der Hansestadt Lübeck.